# 充分必要条件

處於紫色區域是處於A區域的充分條件，但并非必要條件；處於A區域是處於紫色區域的必要條件，但并非充分條件；處於A和B區域是處於紫色區域的充分必要條件。

充分必要條件，簡稱充要條件，是逻辑学中用于描述两个陈述之间的条件关系或包含关系的术语。
在逻辑学中：
- 当命题「若P則Q」为真时，P称为Q的充分条件，Q称为P的必要条件。

因此：
- 当命题「若P則Q」與「若Q則P」皆为真时，P是Q的充分必要条件，同时，Q也是P的充分必要条件。
- 当命题「若P則Q」为真，而「若Q則P」为假时，我们称P是Q的充分不必要条件，Q是P的必要不充分条件，反之亦然。

## 必要條件
P是Q的必要條件，代表「如果P是假，則Q是假」。
以邏輯符號表示：
{\displaystyle \lnot P\rightarrow \lnot Q}
通過否定後件，得出「如果Q是真，則P是真」。
{\displaystyle Q\rightarrow P}
- 例子1：對於大於2的整數，奇數是成為質數的必要條件。如果一個整數大於2且是質數，它必定是奇數。
- 例子2：年滿30歲是成為美國參議員的必要條件。如果他是參議員，他必定年滿30歲。

## 充分條件
P是Q的充分條件，代表「如果P是真，則Q是真」或「如果Q是假，則P是假」。
以邏輯符號表示：
{\displaystyle P\rightarrow Q}
- 例子1：一個數字能被4整除，是成為偶數的充分（但不必要）條件。能被2整除，則是充分及必要條件。

## 必要條件及充分條件
P是Q的充分及必要條件，代表「若且唯若P是真，則Q是真」。
以邏輯符號表示：
{\displaystyle P\leftrightarrow Q}
留意 {\displaystyle \lnot P\rightarrow \lnot Q} 可以推出 {\displaystyle Q\rightarrow P}。
{\displaystyle (\lnot P\rightarrow \lnot Q)\land (P\rightarrow Q)}
{\displaystyle (Q\rightarrow P)\land (P\rightarrow Q)}
{\displaystyle P\leftrightarrow Q}

## 舉例
1.若P表「人類生存」，Q表「人類呼吸」
{\displaystyle \lnot Q\rightarrow \lnot P}
{\displaystyle P\rightarrow Q}
此時呼吸是生存的必要條件，生存是呼吸的充分條件，因为活着的人一定要呼吸，
{\displaystyle Q\rightarrow P}（錯誤）
然而呼吸并非生存的充分条件，生存并非呼吸的必要条件，因為只會呼吸並不足以讓人生存下去，
故P为Q的充分不必要条件，Q是P的必要不充分条件。
2.若P表「三角形三邊長相等」，Q表「三角形三內角相等」
{\displaystyle P\leftrightarrow Q}
此時這2個條件互為「充分（且）必要条件」。
3.若P表「正整數x是完全平方數」，Q表「正整數x的正因數個數是奇數」
{\displaystyle P\leftrightarrow Q}
此時這2個條件互為「充分（且）必要条件」。

## 外部鏈接
- 西門菲莎大學：概念實例 （页面存档备份，存于）